# Доза на йонизиращите лъчения
Дозата на йонизиращите лъчения е количеството енергия, погълнато от тела и предмети, които са били изложени на йонизиращо лъчение. Разделът от физиката, занимаващ се с определянето (измерването) на дозата на йонизиращите лъчения, се нарича дозиметрия, а измервателните уреди – дозиметри.

## Експозиция
Експозицията (X) се определя като абсолютната стойност (dQ) на общия електричен заряд на йоните от един и същ знак, които се получават във въздух, когато всичките електрони и позитрони, освободени от фотони в обемен елемент въздух с маса (dm), са напълно спрени във въздуха:
{\displaystyle X={\frac {dQ}{dm}}}
Системната мярка за експозиция е {\displaystyle C.kg^{-1}} (кулон на килограм), а извънсистемната – рентген (R). Връзката между двете мерни единици е:
{\displaystyle 1C.kg^{-1}=3876R}
{\displaystyle 1R\approx {2,58}.10^{-4}C.kg^{-1}}

### Мощност на експозицията
Мощност е нарастването на експозицията (dX) за интервал от време(dt):
{\displaystyle {\overline {X}}={\frac {dX}{dt}}}
Системната мярка за мощност на експозицията е {\displaystyle A.kg^{-1}} (ампер на килограм), а извънсистемната – {\displaystyle R\setminus h} (рентгенчас).
През 1950 г. Международният конгрес по радиология определя пределно допустима доза от 0,05 R\ден за гама-лъчение до 3 MeV.

## Погълната доза
Погълнатата доза йонизиращо лъчение (D) се определя като отношение на средната енергия (dѠ), предадено от лъчението на вещество с елементарен обем, към масата на веществото (dm), което се съдържа в този обем:
{\displaystyle D={\frac {d\omega }{dm}}}
Системната единица за измерване на погълнатата доза йонизиращо лъчение е грей (Gy). Тя има размерност:
{\displaystyle 1\ \mathrm {Gy} =1\ {\frac {\mathrm {J} }{\mathrm {kg} }}=1\ \mathrm {m} ^{2}\cdot \mathrm {s} ^{-2}}
Връзката на системната единица грей (Gy), с извънсистемните единици рад (rad) и ерг (erg), е:
{\displaystyle 1Gy=100rad}
{\displaystyle 1rad=100erg.g^{-1}=10^{2}.10^{-7}J.10^{3}.kg^{-1}=10^{-2}J.kg^{-1}=10^{-2}Gy=0.01Gy}

## Еквивалентна доза
Еквивалентната доза йонизиращо лъчение (H) е погълнатата доза (D), осреднена за даден орган или тъкан (T), умножена със съответния радиационен тегловен фактор (W) за лъчението (R). Тя се определя по формулата:
{\displaystyle H_{T},_{R}=W_{R}{\overline {D}}_{T},_{R}}
Ако радиационното поле се състои от две или повече лъчения с различни тегловни фактори, еквивалентната доза се определя по формулата:
{\displaystyle H_{T},_{R}=\sum W_{R}{\overline {D}}_{T},_{R}}
Системната единица за измерване на еквивалентната доза йонизиращо лъчение е Сиверт (Sv). Тя има размерност:
{\displaystyle 1Sv=1{\frac {J}{kg}}=1m^{2}.s^{-2}}
Физически 1 Sv = 1 Gy. Биологичният ефект от 1 джаул лъчиста енергия, с която е облъчен 1 килограм жива тъкан е различен, за различните видове лъчение. Неутроните с енергия от 10 до 100 keV са 10 пъти по-вредни за живата тъкан от фотоните, а алфа-частиците и тежките ядра са 20 пъти по-вредни от фотоните. Така гама-лъчение от 1 Gy е с еквивалентна доза 1 Sv, докато същото алфа-лъчение има еквивалентна доза от 20 Sv.
В грей (Gy) се измерва погълнатата радиация от всякакви вещества и материали, включително и живи тъкани. В сиверти (Sv) се измерва само радиацията, погълната от живи клетки, тъкани и органи (основно човешки). Сивертът е голяма величина, облъчване с 1 сиверт предизвиква лъчева болест при човека. Затова в практиката е по-удобно да се използват производните единици милисиверт (1 mSv = 0,001 Sv) и микросиверт (1 μSv = 0,001 mSv = 0,000001 Sv).

## Ефективна доза
Ефективната доза йонизиращо лъчение (E) е сума от произведенията на еквивалентните дози (H), погълнати от различните тъкани и/или органи в организма, коригирани със съответния тегловен фактор (W) за различните тъкани (T). Ефективната доза се определя по формулата:
{\displaystyle E=\sum W_{T}{\overline {H}}_{T}}
Системната единица за измерване на еквивалентната доза йонизиращо лъчение е Сиверт (Sv).
Един и същ вид лъчение (гама-лъчи, неутрони или алфа-частици) с една и съща сила оказва различно влияние на различните тъкани в организма. Щитовидната жлеза е четири пъти по-чувствителна на йонизиращи лъчения от кожата, а половите жлези са два пъти по-чувствителни от щитовидната жлеза. Така облъчване на кожата и щитовидната жлеза с еквивалентна доза от 1 Sv води до ефективна доза от 1 Sv за кожата и 4 Sv за щитовидната жлеза.

### Колективна ефективна доза
Колективната ефективна доза йонизиращо лъчение е общата ефективна доза за група от населението, която се определя като средната ефективна доза на подгрупата (i), умножена по броя на хората в нея (Ni):
{\displaystyle S=\sum {\overline {E}}_{i}.N_{i}}
Мерната едицица за колективна ефективна доза йонизирщо лъчение е „човекосиверт“ – {\displaystyle {man}.{Sv}}

## Мощност на дозата
Мощност на дозата на йонизиращите лъчения е нейното изменение за единица време (dt).
Мощността на погълнатата доза (D) се определя като:
{\displaystyle {\overline {D}}={\frac {D}{dt}}} и се измерва в {\displaystyle Gy.s^{-1}}
Мощността на еквивалентната доза (H) и ефективната доза (E) се определят като:
{\displaystyle {\overline {H}}={\frac {H}{dt}}} и {\displaystyle {\overline {E}}={\frac {E}{dt}}}, като двете величини се измерват в {\displaystyle Sv.s^{-1}}.
За удобство в практиката, мощността на дозата се измерва за 1 час (1 R\h, 1 Gy\h, 1 μSv\h), вместо за 1 секунда.

## Естествен радиационен фон
Естественият (природният) радиационен фон е радиационно поле, което се дължи на естествени източници на йонизиращи лъчения. Такива са космическото лъчение – слънчево и галактическо лъчение, и природните радиоизотопи, чиито състав и разпределение не са променени от човешка дейност. Средната доза, която получава човек при облъчване от космическото лъчение в средните географски ширини на Земята, където се намира България, е около 0,4 mSv годишно. Поради естеството на работата си екипажите на самолети получават значително по-високи дози облъчване от космически лъчи. Гама-лъчението, което се дължи на естествените радионуклиди в земната повърхност и в строителните материали, предизвиква външно облъчване от около 0,5 mSv за една година. Нормално присъстващите радиоактивни изотопи на радона във въздуха предизвикват вътрешно облъчване от 1,2 mSv. Природните радионуклиди, които естествено постъпват с метаболизма в човешкия организъм, го облъчват с около 0,3 mSv годишно.
Средната ефективна доза от общото външно и вътрешно облъчване, което се дължи на естествения радиационен фон, е 2,4 mSv годишно. 

## Радиорезистентност на живите организми
Радиорезистентност на живите организми е тяхната способност да оцеляват и да се приспособяват към високи нива на йонизиращи лъчения. Животът на Земята е възникнал и съществува в условията на естествена за природата йонизираща радиация. Интензитетът на космическото лъчение на границата между космоса и земната атмосфера е сравнително постоянен, като се изменя циклично с въртенето на Земята. Озонът екранира значителна част от космическото лъчение, особено в ултравиолетовия и рентгеновия спектър, и гама-лъчите. В еволюционен мащаб, Земята притежава озонов слой от сравнително кратко време – половин милиард години. Тогава се появяват първите растения, които отделят кислород, който във високите слоеве на атмосферата се превръща в озон, под действието на ултравиолетовите лъчи. С появяването на озона и постепенното му увеличаване, устойчивостта на живите същества към радиация намалява във филогенетичен ред. Днес най-устойчиви на радиация са микроорганизмите, след тях гъбите, растенията, рибите, земноводните, влечугите и птиците. Най-чувствителни на йонизиращи лъчения са бозайниците и човекът.
| Организъм                  | Летална доза | LD50               | LD100 | Таксономия   |
| -------------------------- | ------------ | ------------------ | ----- | ------------ |
| Куче                       |              | 3.5 (LD50/30 дни)  |       | Бозайници    |
| Човек                      | 4 – 10       | 4.5                | 10    | Бозайници    |
| Плъх                       |              | 7.5                |       | Бозайници    |
| Мишка                      | 4.5 – 12     | 8.6 – 9            |       | Бозайници    |
| Заек                       |              | 8 (LD50/30 дни)    |       | Бозайници    |
| Костенурка                 |              | 15 (LD50/30 дни)   |       | Влечуги      |
| Златна рибка               |              | 20 (LD50/30 дни)   |       | Риби         |
| Escherichia coli           |              |                    | 60    | Бактерии     |
| Хлебарка                   |              | 64                 |       | Насекоми     |
| Мекотели                   |              | 200 (LD50/30 дни)  |       | -            |
| Плодова мушица             | 640          |                    |       | Насекоми     |
| Амеба                      |              | 1000 (LD50/30 дни) |       | -            |
| Braconidae                 | 1800         |                    |       | Насекоми     |
| Milnesium tardigradum      | 5000         |                    |       | Eutardigrade |
| Deinococcus radiodurans    | 15000        |                    |       | Бактерии     |
| Thermococcus gammatolerans | 30000        |                    |       | Археи        |

## Допустими дози на йонизиращите лъчения
Допустимите дози на йонизиращите лъчения в България се определят от Наредбата за основни норми за радиационна защита. Тя определя допустимите дози за облъчване, в които не влизат дозите от естествения радиационен фон. Естественият гама-фон на територията на България е от 0,06 до 0,40 µSv\h.
Границата на ефективна доза йонизиращо лъчение за всяко лице от населението в България е 1 mSv за 1 година или 0,1 μSv.h−1 (преизчислено за 8800 часа). Границата за професионално облъчване (за лица, които работят с източници на йонизиращи лъчения) е 20 mSv за 1 година или 10 μSv.h−1 (преизчислено за 1700 работни часа).
Във водата за питейно-битови цели се допускат: радон до 100 Bq\l, тритий до 100 Bq\l и индикативна (еквивалентна) доза до 0,1 mSv, при обща алфа-активност до 0,1 Bq\l и обща бета-активност до 1 Bq\l.
| Радиоизотоп                                                                                        | Детски храни | Мляко и млечни храни | Други храни | Несъществени храни | Течни храни |
| -------------------------------------------------------------------------------------------------- | ------------ | -------------------- | ----------- | ------------------ | ----------- |
| Изотопи на стронций, специално 90Sr                                                                | 75           | 125                  | 750         | 7500               | 125         |
| Изотопи на йод, специално 131I                                                                     | 150          | 500                  | 2000        | 20000              | 500         |
| Източници на алфа-частици, изотопи на плутоний и трансплутониеви елементи, специално 239Pu и 241Am | 1            | 20                   | 80          | 800                | 20          |
| Други радиоизотопи с t½ над 10 дни, специално 134Cs и 137Cs (без 14C и 40K)                        | 400          | 1000                 | 1250        | 12500              | 1000        |

| Рентгенография    | Рентгенография | Рентгенография              | Рентгенография          | Рентгенография          | Рентгеноскопия                                                | Рентгеноскопия          | Рентгеноскопия          | Рентгеноскопия        | Рентгеноскопия    |
| Орган             | Проекция       | Входяща въздушна крема, mGy | Произведение крема-площ | Произведение крема-площ | Рентгеново изследване                                         | Произведение крема-площ | Произведение крема-площ | Допълнителни нива     | Допълнителни нива |
| Орган             | Проекция       | Входяща въздушна крема, mGy | mGy.cm2                 | μGy.m2                  | Рентгеново изследване                                         | mGy.cm2                 | μGy.m2                  | Време на скопия, мин. | Брой образи       |
| Череп             | PA             | 2,5                         | –                       | –                       | Контрастно изследване на горния дял на стомашно-чревния тракт | 18                      | 1800                    | 4,1                   | 4                 |
| Череп             | Lat            | 2,5                         | –                       | –                       | Контрастно изследване на горния дял на стомашно-чревния тракт | 18                      | 1800                    | 4,1                   | 4                 |
| Бял дроб и сърце  | PA             | 0,5                         | 0,4                     | 40                      | Иригография – контрастно изследване на дебелото черво         | 40                      | 4000                    | 4,2                   | 5                 |
| Бял дроб и сърце  | Lat            | 1,5                         | –                       | –                       | Иригография – контрастно изследване на дебелото черво         | 40                      | 4000                    | 4,2                   | 5                 |
| Лумбални прешлени | AP             | 9                           | 3                       | 300                     | Коронарна ангиография (CA)                                    | 40                      | 4000                    | 3,8 – 6,5             | 530 – 650         |
| Лумбални прешлени | Lat            | 12                          | 4                       | 400                     | Коронарна ангиография (CA)                                    | 40                      | 4000                    | 3,8 – 6,5             | 530 – 650         |
| Таз               | AP             | 4                           | 4                       | 400                     | Коронарна интервенция (CA + PCI)                              | 140                     | 14000                   | 8,9 – 18,1            | 1290 – 1610       |
| БУМ               | AP             | 6                           | 4                       | 400                     | Артериография на долни крайници                               | 45                      | 4500                    | 1,9 – 3,0             | 120 – 270         |

### Аварийно облъчване
За спасяване на човешки живот или за предотвратяване на по-голямо облъчване при радиационна авария органите на държавния здравен контрол могат да разрешат по изключение извършването на дейности от доброволци при превишаване на установените граници на облъчване. Ефективната доза за едно лице не трябва да бъде повече от 50 mSv за една отделна година и повече от 200 mSv общо за 10 години.

### Защита на населението
При замърсяване с радиоактивни вещества се предприемат мерки, в зависимост от годишната ефективна доза над естествения радиационен фон, както следва:
- 5 – 50 mSv – укриване и защита на органите на дишането (дозата се отнася за периода на укриване);
- 50 – 500 mSv за 1 седмица – евакуация на населението;
- 10 – 100 mSv за 1 месец – временно преселване;
- 1000 mSv за 50 години – постоянно преселване;
- 5 – 50 mSv ефективна доза за щитовидната жлеза – йодна профилактика за бременни, кърмачки и лица под 18 години;
- 50 – 500 mSv за 1 седмица – йодна профилактика за цялото население.

## Лъчева диагностика
Лъчевата диагностика е начин за поставяне на диагноза, чрез провеждане на рентгенография или рентгеноскопия. Методът е изобретен от Вилхелм Рьонтген през 1896 г.

## Лъчева терапия
Лъчевата терапия е лечение с гама-лъчи или рентгенови лъчи. Лъчетерапията е основен метод за нехирургично лечение на туморите. В ранните стадии от развитието на раковите заболявания, лъчевата терапия е по-ефикасна от хирургичното лечение, защото се избягва ампутация на органа.

## Лъчева болест
Лъчевата болест е общо заболяване на организма, причинено от излагане на йонизиращи лъчения с голяма мощност. Основнен признак на лъчевата болест е панцитопеничният синдром – рязко намаляване на всички кръвни клетки, в резултат от силното потискане на хемопоетичната способност и функциите на костния мозък.
| Експозиция, R | Погълната доза | Погълната доза | Синдром                | Форма                  |
| ------------- | -------------- | -------------- | ---------------------- | ---------------------- |
| Експозиция, R | Sv             | rad            | Синдром                | Форма                  |
| 100 – 200     | 0,5 – 1        | 50 – 100       | функционални нарушения | функционални нарушения |
| 100 – 200     | 1 – 2          | 100 – 200      | костно-мозъчен         | лека                   |
| 100 – 200     | 2 – 4          | 200 – 400      | костно-мозъчен         | средна                 |
| 200 – 300     | 4 – 6          | 400 – 600      | костно-мозъчен         | тежка                  |
| 200 – 300     | 6 – 10         | 600 – 1 000    | преходен               | много тежка            |
| над 300       | 10 – 20        | 1 000 – 2 000  | чревен                 | много тежка            |
| над 300       | 20 – 80        | 2 000 – 8 000  | токсемичен             | много тежка            |
| над 300       | над 80         | над 8 000      | церебрален             | много тежка            |

## Радиопротектори
Радиопротекторите са фармакологични средства (лекарства), които намаляват вредното действие на йонизиращите лъчения. Радиопротекторите са две основни групи:
- кратковременни
  - серо– и азотсъдържащи радиопротектори – цистамин (диаминдиетилсулфид), цистафос, гамафос, цистеамин;
  - биогенни амини – индралин (синтетичен аналог на серотонина, препарат „Б-190-В“)
- с удължено действие
  - естрогени – диетилстилбестрол;
  - полизахариди, нуклеинови киселини и синтетични биоактивни полимери
    - адаптогени;
    - поливитаминни комплекси;
    - модификатори на метаболизма;
    - антиоксиданти – токоферол, пиридоксин, аскорбинова киселина.